# Snijboon
De snijboon is een peulvrucht met brede, platte peulen die gekookt als groente wordt gegeten. De snijboon is een ras van de gewone boon (Phaseolus vulgaris), een plantensoort uit de familie van de vlinderbloemigen. De naam is ontleend aan het feit dat de peulen vroeger gewoonlijk overdwars in reepjes gesneden werden, zoals met een snijbonenmolen, om zodoende de taaie draden tot korte stukjes te verknippen. Oude rassen vormen een draad doordat de rugnaad van de peul verhout, maar tegenwoordig zijn de meeste rassen draadloos.
Er is een stamvariant, de stamsnijboon en een klimmende (windende), de stoksnijboon. De stoksnijboon wordt zowel in de vollegrond als onder glas geteeld. In Nederland worden in de professionele teelt uitsluitend stoksnijbonen geteeld. Alleen de volkstuinder teelt ook stamsnijbonen.

## Teelt
De bonen worden aan stokken of touw geteeld. Als stok wordt meestal een tonkinstok gebruikt, maar ook wilgenstokken zijn zeer bruikbaar. Omdat de peulen nogal vliezig kunnen worden moet er minstens drie keer per twee weken geoogst worden. Er kan meestal 10 tot 12 keer per teelt geoogst worden.
De volgende vollegrondsteelten worden onderscheiden:
- Vroege teelt. Voor deze teelt worden de bonen onder glas voorgekiemd. Er wordt tussen half april en begin mei in perspotjes van 8 cm gezaaid en ongeveer tien dagen later uitgeplant onder plastic of in de vollegrond. Geoogst wordt er van begin juli tot half augustus.
- Normale teelt. Vanaf half mei wordt er ter plaatse gezaaid. De oogst begint eind juli.
- Late teelt. De bonen worden in juni ter plaatse gezaaid. De oogst valt van eind augustus tot eind september als er niet eerder nachtvorst optreedt.

De plantafstand bij stoksnijbonen varieert. Een veelgebruikte plantafstand is 120 x 50 cm.
De plantafstand bij stamsnijbonen is 50 cm tussen de rij en 12 cm in de rij.

## Rassen
- Helda is een stoksnijboon en wordt veel geteeld. De licht- tot middelgroene peul is recht tot zwak gebogen en 22 tot 26 cm lang. De peul is draadloos. De plant is onvatbaar voor rolmozaïekvirus, maar vatbaar voor zwarte vaatziekte, scherpmozaïek, topsterfte, stippelstreep en vlekkenziekte.
- Admires is een stamsnijboon. De peul is draadloos.

## Inhoudsstoffen
De bonenpeulen zijn rijk aan faseolamine en daaraan verwante glycoproteïnes die een remmende werking hebben op het enzym alfa-amylase in speeksel en pancreassap. Hierdoor wordt de vertering van koolhydraten gehinderd en wordt de absorptie (opname) van koolhydraten in de darm geremd. De plant heeft door de aanwezigheid van faseolamine ook een schimmelwerende werking.
De voedingswaarde van 100 gram verse snijboon is:
| Energetische waarde | 75 kJ    |
| ------------------- | -------- |
| Koolhydraten        | 2 gram   |
| Eiwit               | 2 gram   |
| Vet                 | 0,2 gram |
| Vitamine C          | 15 mg    |
| Caroteen            | 0,20 mg  |
| Vitamine B1         | 0,07 mg  |
| Vitamine B2         | 0,06 mg  |
| Calcium             | 40 mg    |
| IJzer               | 0,5 mg   |

## Ziekten
Snijboon kan aangetast worden door rolmozaïekvirus, zwarte vaatziekte, scherpmozaïek, topsterfte, stippelstreep, vlekkenziekte (Colletotrichum lindemuthianum), roest (Uromyces appendiculatus) en vetvlekkenziekte (Pseudomonas syringae pv. phaseolicola).